# Miconia rubens
Miconia rubens là một loài thực vật có hoa trong họ Mua. Loài này được (Sw.) Naudin mô tả khoa học đầu tiên năm 1851.